# Brûlain

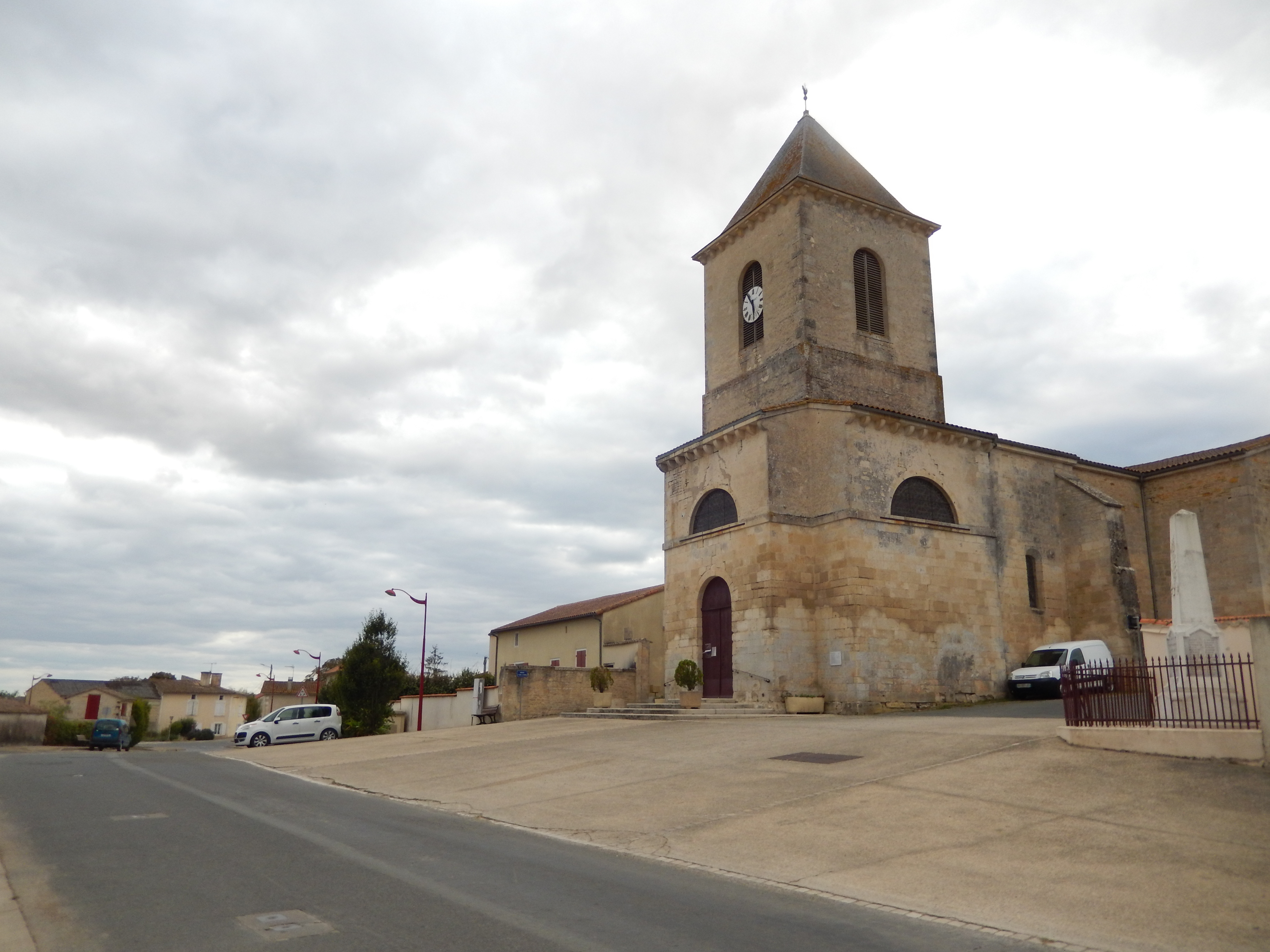
Estrutura em Brulain

Brûlain é uma comuna francesa na região administrativa da Nova Aquitânia, no departamento de Deux-Sèvres. Estende-se por uma área de 24,67 km². Em 2010 a comuna tinha 779 habitantes (densidade: 31,6 hab./km²).